# A szövetséges hatalmak legfőbb parancsnoka

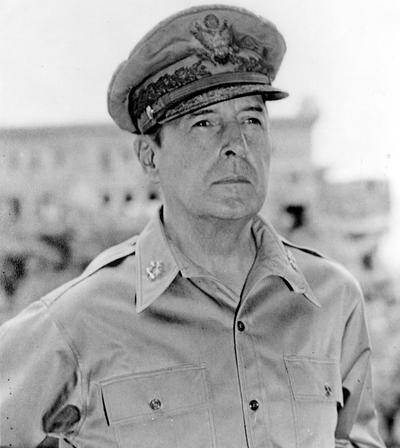
Douglas MacArthur

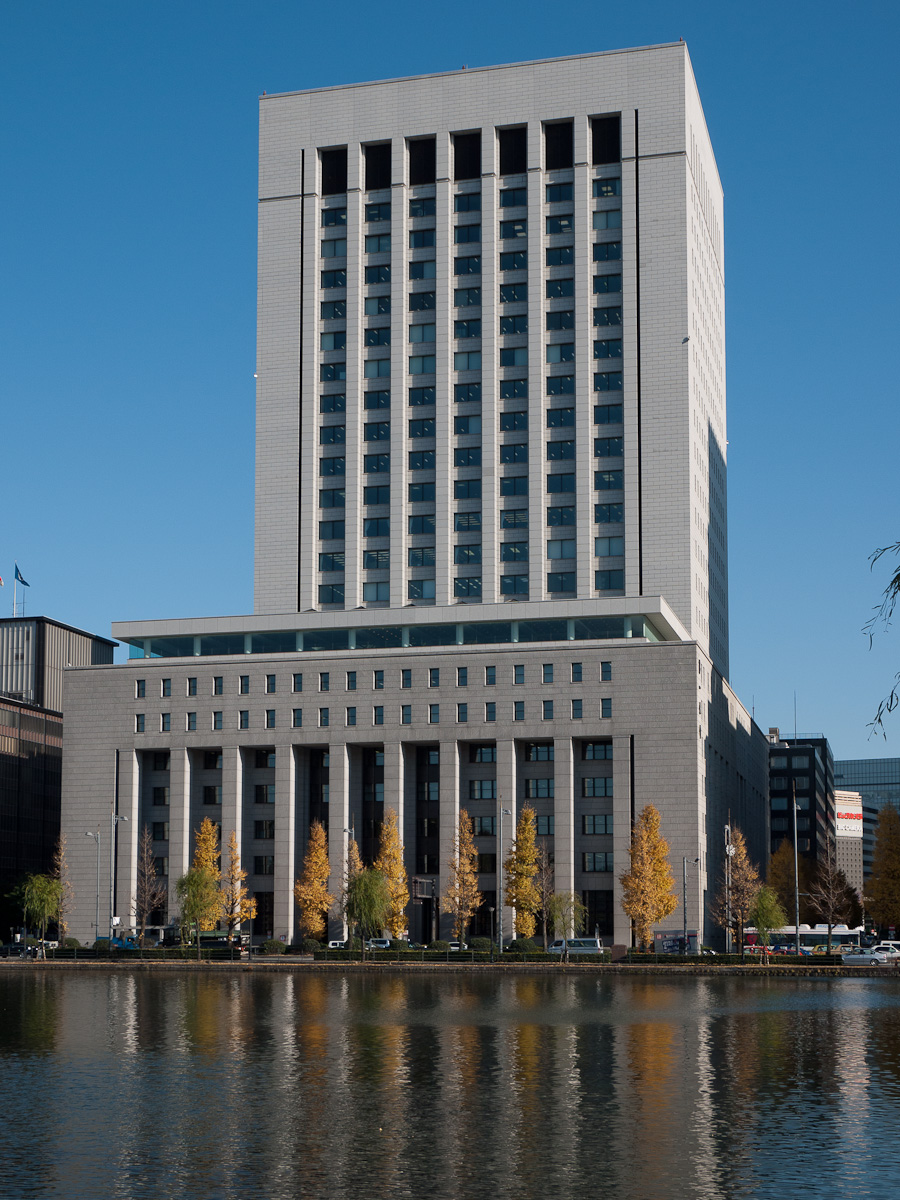
A szövetséges hatalmak legfőbb parancsnoksága a Dai-Icsi Szejmej épületben kapott helyet. (A háttérben álló magas épület később épült.)

A szövetséges hatalmak legfőbb parancsnoka (angolul Supreme Commander of the Allied Powers, rövidítve SCAP) címet Douglas MacArthur tábornok kapta  a második világháborút követően Japán megszállása során. Bár létezett más legfőbb szövetséges parancsnok is, ezt a titulust csak MacArthur használta.
MacArthur véleménye szerint az ő szövetséges parancsnoki jelenléte egy szent küldetés eredménye volt. A feltétel nélküli japán fegyverletételt követő egyik beszédében kijelentette, hogy „a szent küldetést siker koronázta”.
Japánban MacArthur beosztását GHQ (General Headquarters) néven emlegették, mivel az SCAP a megszállást adminisztráló intézményre utalt. Az SCAP-ban dolgozó több száz katona és polgári alkalmazott készítette el a japán alkotmány első változatait. Ezeket később egy pár kiegészítéssel elfogadta a Japán Országgyűlés.
MacArthur és az SCAP jelentős szerepet játszott abban, hogy a háború utáni perekben a császári család összes tagját felmentsék. 1945. november 26-án MacArthur jelezte Micumasa Jonai admirálisnak, hogy a császár lemondására nem lesz szükség. Már a háborús bűnöket vizsgáló bíróság összeülése előtt is az SCAP és a Hirohito-kormány tagjai azon munkálkodtak, hogy a vallomások közül egyetlenegy se legyen terhelő a császári családra nézve.
A japán fegyverletételt követő hét évben az ország politikai és gazdasági irányításán túl az SCAP a sajtót is irányítása alatt tartotta. A cenzurálási szekció 31 témában tiltott be híreket, többek között az alábbiakban:
- Kritika a szövetséges hatalmak legfőbb parancsnokával és annak irányító szervezetével kapcsolatban
- A szövetséges országok kritizálása
- A háború előtti és utáni szövetséges politika kritizálása
- Birodalmi propaganda bármilyen formája
- Háborús bűnösök védelme
- A „demokrácia-ellenes” államformák dicsőítése
- Az atombomba
- A feketepiac
- Az USA és a Szovjetunió diplomáciai kapcsolatai

Bár a cenzurálási törvényeken az idő múlásával enyhítettek, egy pár téma, például az atombomba, egészen 1952-ig, a megszállás végéig, tabunak számított.
MacArthurt 1951 áprilisában Harry S. Truman elnök leváltotta a koreai háborúval kapcsolatos parancsmegtagadásért. Utóda Matthew Ridgway tábornok lett arra a közel egy évre, amíg a San Francisco-i békeszerződés véglegesen le nem zárta a második világháborút.

## Bibliográfia
- John W. Dower Embracing Defeat: Japan in the Wake of World War II. 1999. W.W Norton & Company. New York. PP. 41 – 341. ISBN 0-393-32027-8
- Eiji Takemae, Robert Ricketts, Sebastian Swann Inside GHQ : the Allied occupation of Japan and its legacy Continuum International Publishing Group, New York, 2002. ISBN 9780826462473 ISBN 9780485113143